# Franz de Paula Triesnecker
Franz de Paula Triesnecker (Mallon, 2 aprile 1745 – Vienna, 29 gennaio 1817) è stato un astronomo austriaco.

## Biografia
All’età di 16 anni si unì alla Compagnia di Gesù studiando filosofia a Vienna e matematica a Tyrnau. A seguito della soppressione dell’Ordine dei Gesuiti nel 1773 si spostò a Graz ove completò i suoi studi di teologia. Successivamente fu ordinato sacerdote e divenne assistente al direttore Maximilian Hell dell’Osservatorio Astronomico di Vienna al quale succedette nel 1792. Fu direttore dell'Osservatorio fino alla data della sua morte nel 1817. Scrisse numerosi trattati di geografia e astronomia dedicando gran parte del suo tempo alla redazione delle Effemeridi di Vienna che pubblicò tra il 1787 e il 1806. In queste pubblicazioni sono riportati anche studi sull'orbita di Urano oltre a dati sul Sole, la Luna, i pianeti e le comete. In ambito geografico determinò o corresse, con i dati allora disponibili, la longitudine e la latitudine di numerose località. Contribuì alla costruzione del Nuovo Osservatorio di Vienna. Fu membro di associazioni scientifiche a Breslavia, Gottinga, Monaco, San Pietroburgo e Praga.
A Franz de Paula Triesnecker la UAI ha intitolato il cratere lunare Triesnecker e le rimae lunari Triesnecker.